# 伊诺蒙
伊诺蒙（法語：Inaumont，法語發音：[inomɔ̃]）是法国大東部大區阿登省的一个市镇，属于勒泰勒区。

## 地理
伊诺蒙（49°33'32"N, 4°18'49"E）面积4.75 平方千米，位于法国大東部大區阿登省，该省份为法国北部内陆省份，西接埃纳省，南至马恩省，东临默兹省，北与比利时接壤。
与伊诺蒙接壤的市镇（或旧市镇、城区）包括：阿尔尼库尔、埃克利、欧特维尔。

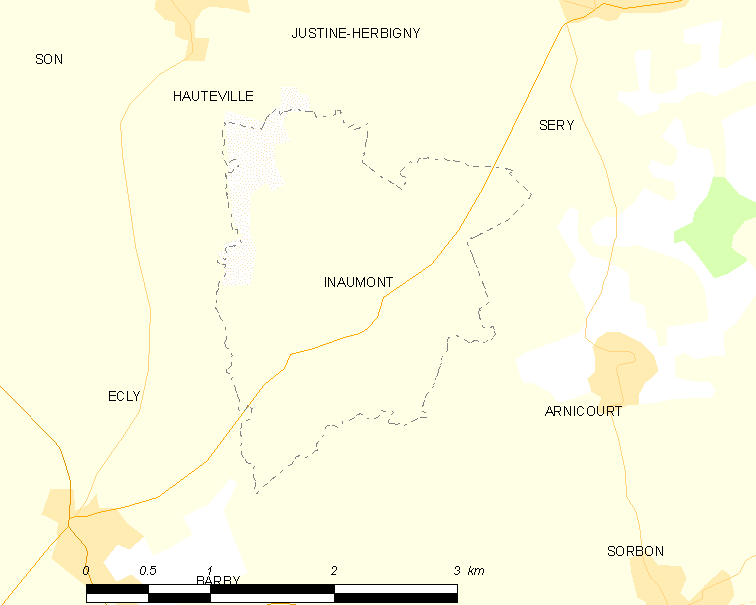
伊诺蒙的OSM定位图

伊诺蒙的时区为UTC+01:00、UTC+02:00（夏令时）。

## 行政
伊诺蒙的邮政编码为08300，INSEE市镇编码为08234。

## 政治
伊诺蒙所属的省级选区为波尔西安堡县。

## 人口

1962-2008年间伊诺蒙人口变化图示

伊诺蒙于2022年1月1日时的人口数量为136人。